# Dommelsch

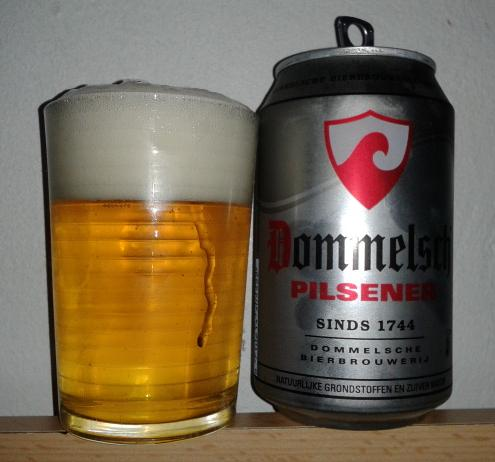
Dommelsch canette.

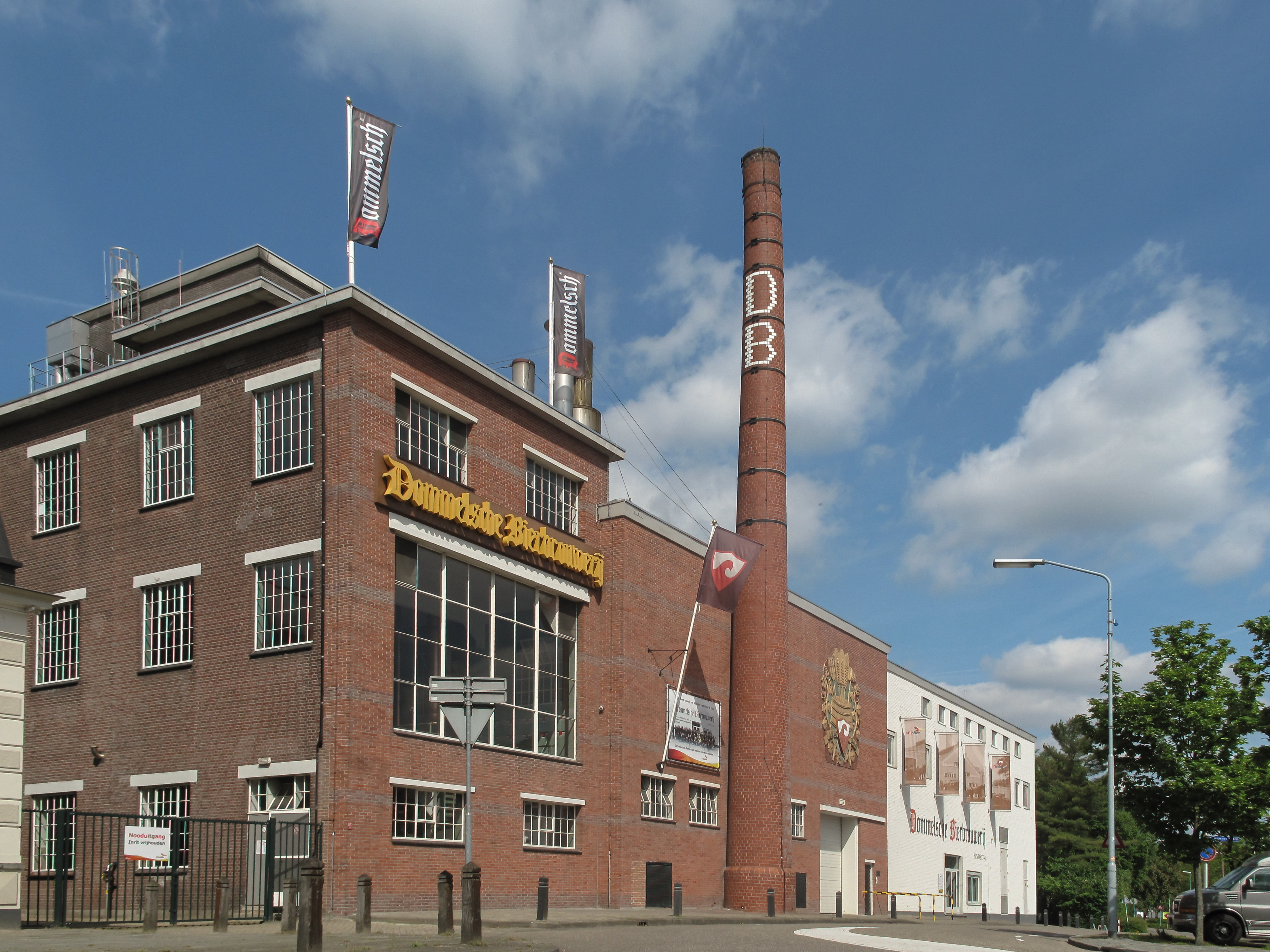
Brasserie Dommelsch.

La Dommelsch est une bière brassée par la brasserie Dommelsche Bierbrouwerij située à Dommelen (près de Valkenswaard) aux Pays-Bas fondée en  1744. Elle est aujourd'hui la propriété de InBev.
La Dommelsch la plus connue est une bière blonde, la Pilsener Dommelsch, mais la brasserie produit également des bières de la marque Albert Heijn.